# Alfie (cântec)
"Alfie" este un cântec al interpretei britanice Lily Allen de pe albumul ei de debut, Alright, Still. Compus de Allen și Greg Kurstin, cântecul a fost extras pe single pe 5 martie 2007, fiind al patrulea și ultimul single de pe album. În Regatul Unit a fost lansat ca dublă față A, alături de "Shame for You". Cu toate că melodia incorporează o mostră din "Puppet on a String" de Sandie Shaw, versurile sunt o critică directă adusă comportamentului fratelui mai mic al lui Allen, Alfie Owen-Allen.
Criticii i-au oferit recenzii mixte, unii complimentându-l, în timp ce alții au considerat că nu e potrivit pentru a termina albumul. Discul single s-a clasat în top 20 în Noua Zeelandă și Regatul Unit, unde a devenit al treilea ei single de top 20. Videoclipul îl prezintă pe fratele lui Allen ca o păpușă, povestea acestuia urmărind versurile. Piesa a fost interpretată de Allen în timpul turneului ei din 2007, la final.

## Formate
CD Single
1. „Shame for You”
2. „Alfie” (explicit)

Disc de vinil 7"
1. „Shame for You”
2. „Alfie” (explicit)

Download digital
1. „Shame for You”
2. „Shame for You” (interpretat live la Bush Hall)
3. „Alfie” (explicit)
4. „Alfie” (CSS remix)
5. „Alfie” (interpretat live la Bush Hall)

Disc EP Japonia 
1. „Alfie”
2. „Smile”
3. „Everybody's Changing”
4. „Nan You're A Window Shopper”
5. „Alfie” (CSS remix)
6. „Smile” (Version Revisited) (Mark Ronson remix)
7. „Alfie” (versiune cenzurată) (CD Extra Videoclip)
8. „LDN” (TYO version) (CD Extra Videoclip)
9. „Littlest Things” (CD Extra Videoclip)

## Clasamente
| Clasament (2007)             | Poziție maximă |
| ---------------------------- | -------------- |
| Ireland Singles Chart        | 31             |
| New Zealand Singles Chart    | 15             |
| UK Singles Chart 1           | 15             |
| Japan Oricon Singles Chart 2 | 226            |

1 Alfie/Shame for You

2 Discul EP „Alfie”